# Diego Melgarejo
Militar español del siglo XVI nacido en Jerez de la Frontera. Participó en las guerras de: Flandes, Italia, Orán, y en la batalla naval de Lepanto. Así como en las operaciones de las Alpujarras y en la defensa de Cádiz contra Drake. Murió ahogado al hundirse su embarcación en un mar de picos, en 1588.
- Datos: Q5806381